# Bremer Bank

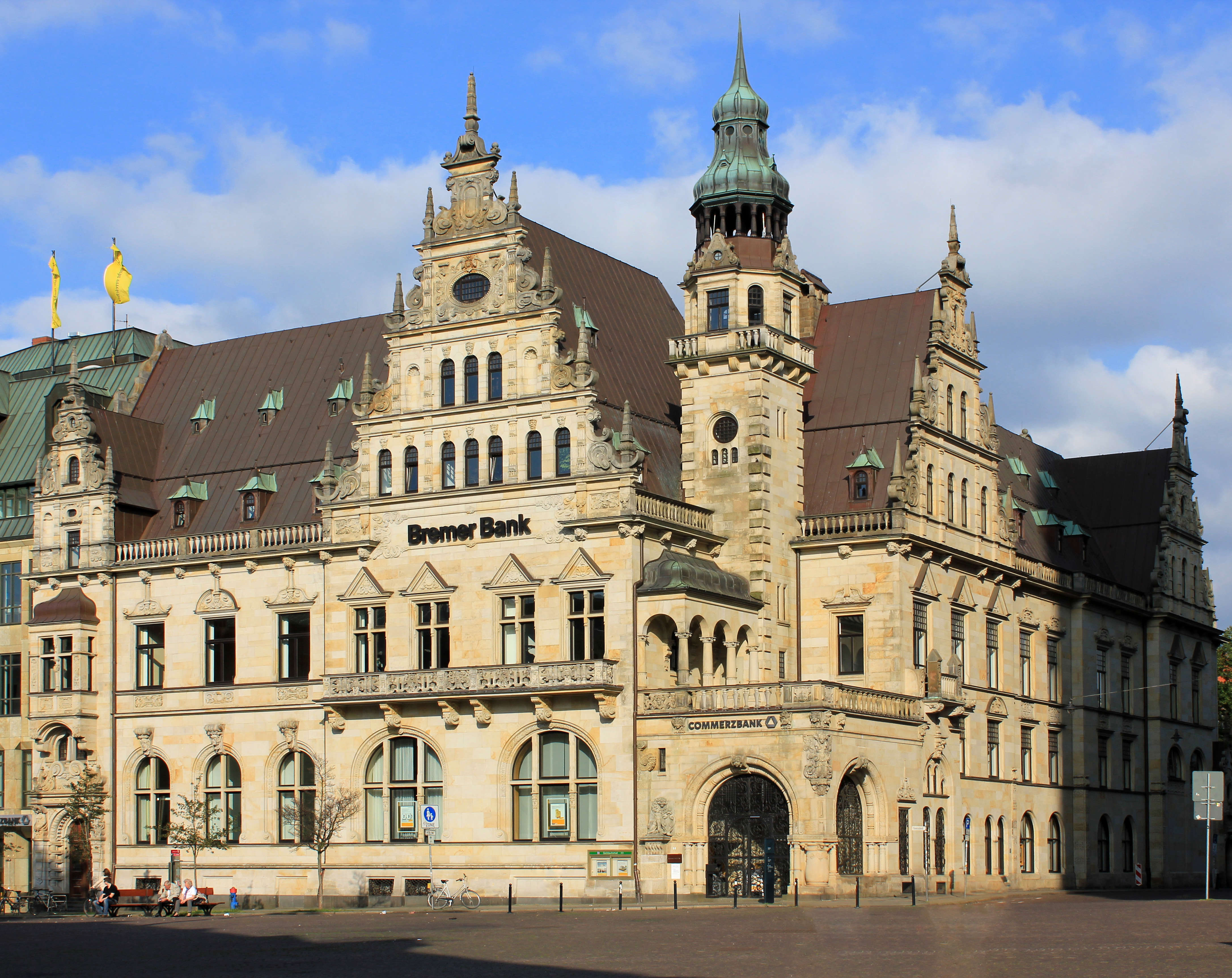
Altes Bankgebäude am Domshof

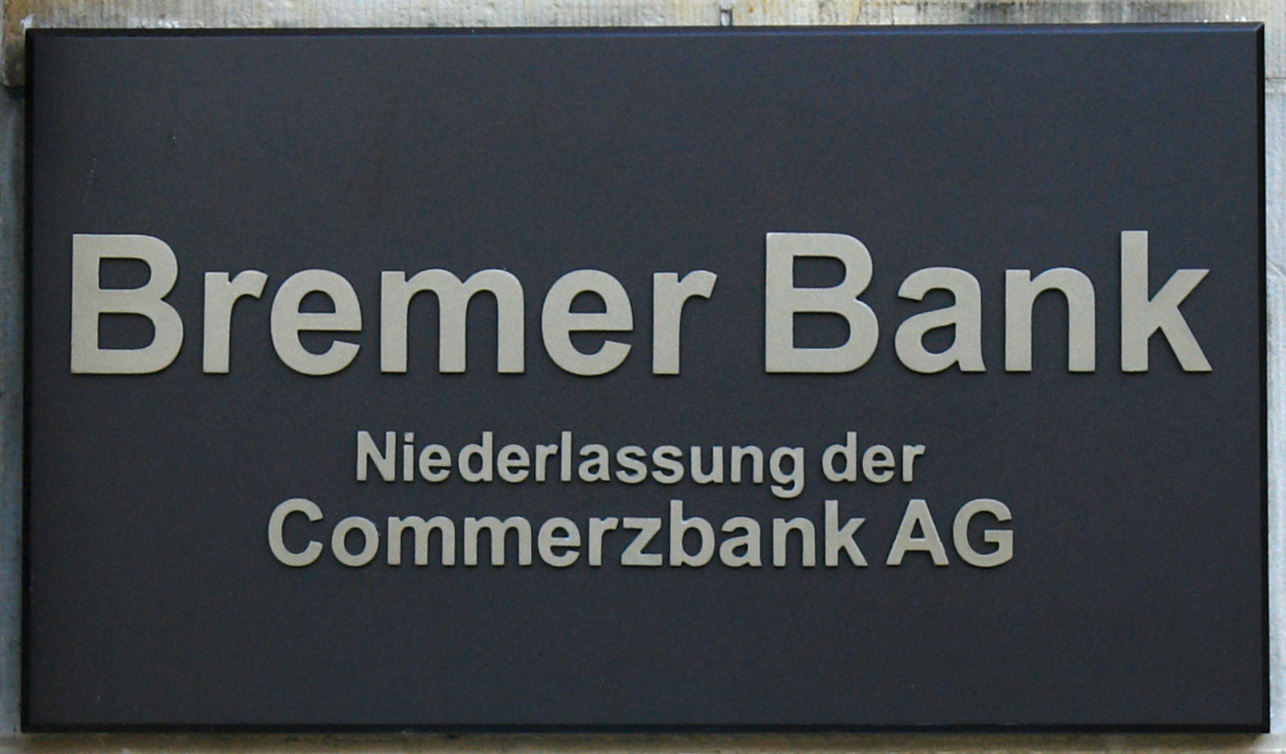
Vorübergehendes Firmenschild 2010–2011

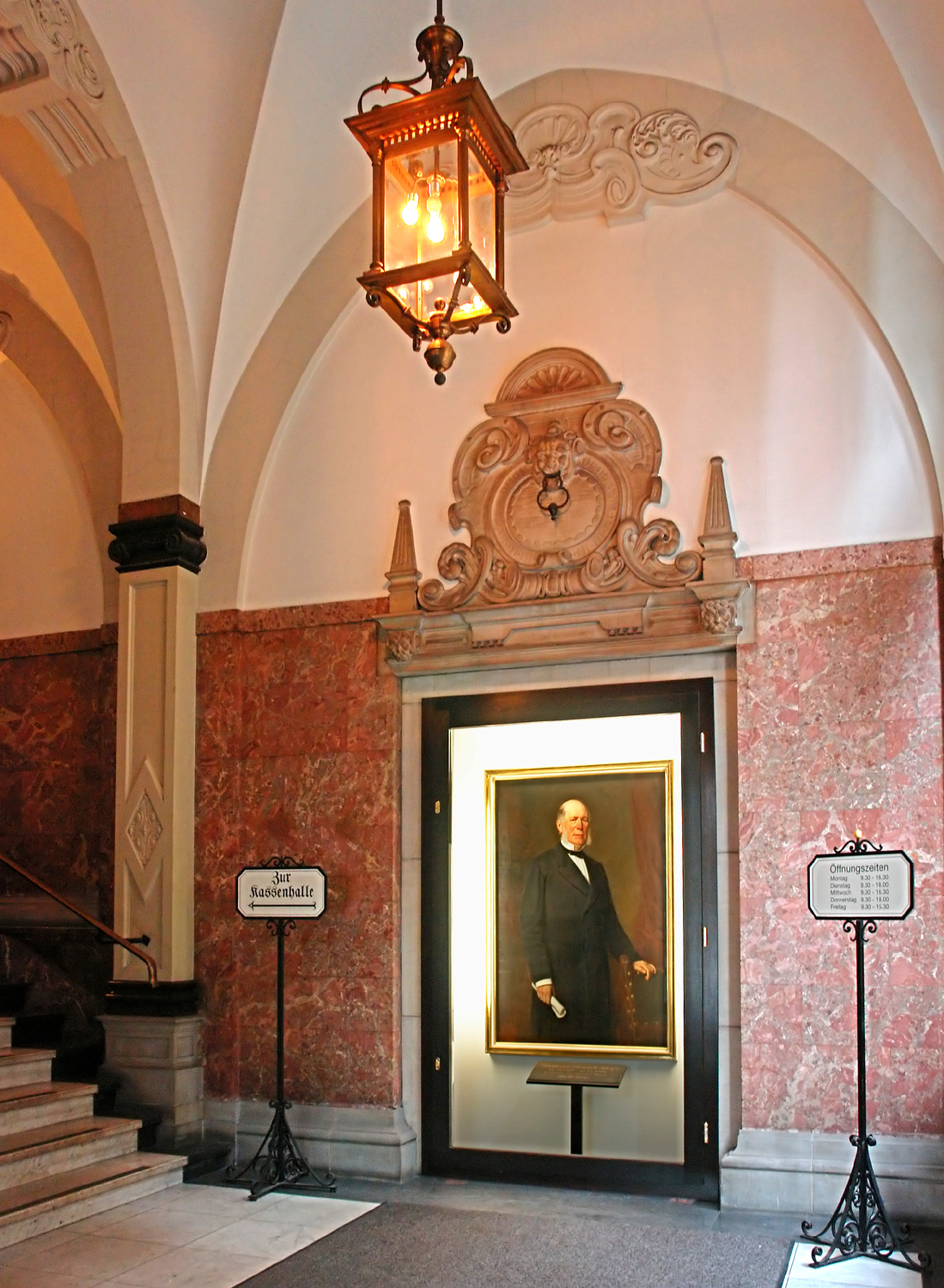
Porträt des Firmengründers im Eingang Domshof 8

Die Bremer Bank war als Niederlassung der Dresdner Bank eine hundertprozentige Tochtergesellschaft der Dresdner Bank mit Filialen in Bremen in den Ortsteilen Mitte (neben dem Dom), der Neustadt, Utbremen und Vegesack. Die Filialen in Bremerhaven hießen Dresdner Bank.
Der Kundenstamm sowie die Mitarbeiter sind seit dem Kauf der Dresdner Bank durch die Commerzbank AG in der Commerzbank aufgegangen.
Inzwischen wird gemäß Schreiben der übernehmenden Gesellschaft seit Mitte 2010 die Marke Dresdner Bank nur noch in Dresden und die Marke Bremer Bank nicht mehr verwendet. Es bestand allerdings ein Markenschutz bis zum 30. November 2019. Das Bild von Herrn Meier ist abgehängt und gehört der Commerzbank. An dem Ort (siehe Foto) ist jetzt eine Tür in die untere Ebene von Manufactum.
Genutzt wird Bremer Bank als Name des Gebäudes am Domshof. Die Commerzbank AG war dort noch bis Mitte 2015 mit einer Filiale vertreten.

Der Schriftzug Bremer Bank  in Kupfer verblieb denkmalgerecht am Giebel des Gebäudes erhalten. Wo über dem Eingang vorher in grüner Leuchtreklame Bremer Bank stand, steht nun in Kupfer Commerzbank mit dem Logo auch in braunem Kupfer.
Das Gebäude steht seit 1994 unter Bremer Denkmalschutz.

## Geschichte
1856 wurde die Bremer Bank von Bremer Kaufleuten und Reedern unter maßgeblicher Beteiligung von Hermann Henrich Meier (dem Gründer des Norddeutschen Lloyd) gegründet. Vorläuferin der Bremer Bank ist die 1817 gegründete Bremer Discontokasse. Bis zur Reichsgründung im Jahr 1871 war die Bremer Bank auch eine private Notenbank für Bremen.
Ebenfalls von Hermann Henrich Meier wurden 1895 die Fusionsverhandlungen mit Eugen Gutmann von der Dresdner Bank geführt. Die Fusion war ein einträgliches Geschäft für die Bremer Kaufmannschaft; der Name Bremer Bank wurde in Bremen beibehalten.
Auch nach der Übernahme der Dresdner Bank durch die Commerzbank im Jahre 2008 blieb der Name Bremer Bank zunächst erhalten. Im August 2010 brachte die Commerzbank neben dem Eingangsbereich ein Schild an: Bremer Bank – Niederlassung der Commerzbank AG. Dieses Schild wurde zu Beginn des Jahres 2012 durch ein Firmenschild nur mit dem Namen Commerzbank ersetzt. Die endgültige Umbenennung geht auf einen Beschluss der Commerzbank vom März 2010 zurück.

## Geschichte des Gebäudes

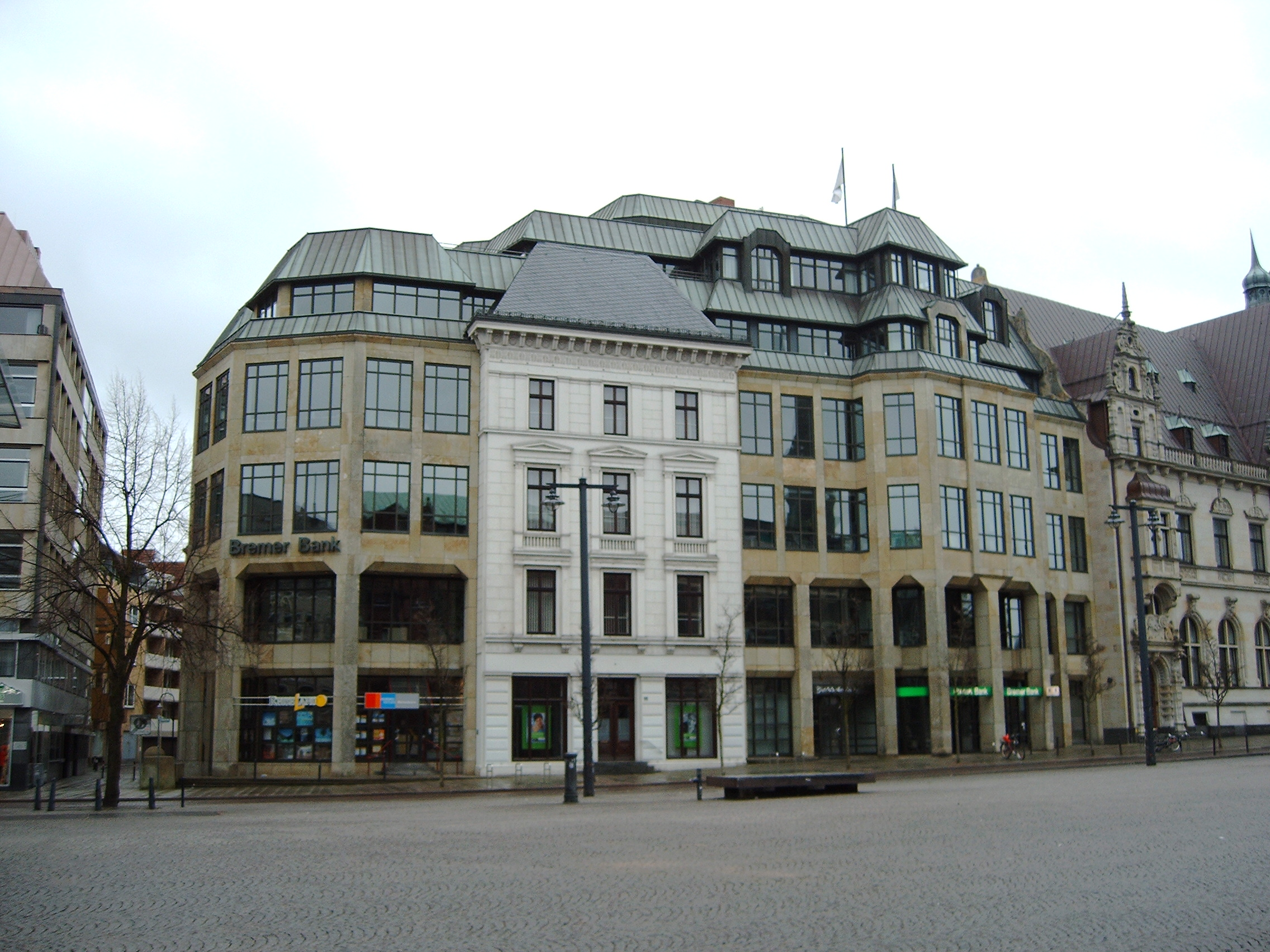
Gebäude Domshof Nr. 10–12 mit klassizistischer Fassade

Von 1902 bis 1904 entstand im Stil der Neorenaissance nach Plänen der Architekten Albert Dunkel und Diedrich Tölken das Bankgebäude auf dem Domshof. Bis 1902 stand hier das alte St. Petri-Waisenhaus.
Von 1978 bis 1982 wurde das Gebäude durch einen nordöstlichen Neubau nach Plänen von Dietrich und Herrmann erheblich erweitert. Das neben dem alten Bankgebäude stehende klassizistische Haus Schmidt von 1857 wurde abgetragen und anschließend nur die weiße Fassade an alter Stelle rekonstruiert und von dem Neubau umschlossen. Das ursprüngliche Bankgebäude blieb weitgehend erhalten, insbesondere der Eingangsbereich auf der Seite zum Domshof.

Von 1980 bis 1990 war das Gebäude auch Sitz der Bremer Börse.
Das alte Bankgebäude auf der Ecke Domshof / Sandstraße steht seit 1994 unter Denkmalschutz und repräsentiert weiterhin die Tradition der Bremer Bank. Einige Jahre war hier vorübergehend die Niederlassung der Commerzbank untergebracht. Die Eingänge in den anderen Teilen des Gebäude-Ensembles sind als offizieller Zugang zu den Büros oder zu anderen Institutionen gestaltet. So hat die Bremer Geschäftsstelle der Barmer Ersatzkasse hinter der weißen Fassade ihren Sitz.

2016 wurde in der Schalterhalle eine Filiale von Manufactum eröffnet. Im nunmehr überdachten Lichthof   ist seit 2016 die Markthalle Acht (Acht wegen der Adresse Domshof 8).